# La Loge
La Loge és un municipi francès situat al departament del Pas de Calais i a la regió dels Alts de França. L'any 2007 tenia 191 habitants.

## Demografia

### Població
El 2007 la població de fet de La Loge era de 191 persones. Hi havia 68 famílies de les quals 16 eren unipersonals (16 dones vivint soles i 16 dones vivint soles), 20 parelles sense fills i 32 parelles amb fills.
La població ha evolucionat segons el següent gràfic:
Habitants censats

### Habitatges
El 2007 hi havia 89 habitatges, 72 eren l'habitatge principal de la família, 13 eren segones residències i 4 estaven desocupats. Tots els 86 habitatges eren cases. Dels 72 habitatges principals, 54 estaven ocupats pels seus propietaris, 15 estaven llogats i ocupats pels llogaters i 3 estaven cedits a títol gratuït; 2 tenien dues cambres, 17 en tenien tres, 21 en tenien quatre i 32 en tenien cinc o més. 57 habitatges disposaven pel capbaix d'una plaça de pàrquing. A 37 habitatges hi havia un automòbil i a 29 n'hi havia dos o més.

### Piràmide de població
La piràmide de població per edats i sexe el 2009 era:
| Homes | Edats   | Dones |
| ----- | ------- | ----- |
| 0     | 95 o +  | 0     |
| 0     | 90 a 94 | 0     |
| 0     | 85 a 89 | 0     |
| 0     | 80 a 84 | 4     |
| 4     | 75 a 79 | 4     |
| 4     | 70 a 74 | 4     |
| 4     | 65 a 69 | 12    |
| 0     | 60 a 64 | 0     |
| 8     | 55 a 59 | 0     |
| 0     | 50 a 54 | 4     |
| 12    | 45 a 49 | 8     |
| 0     | 40 a 44 | 8     |
| 12    | 35 a 39 | 4     |
| 8     | 30 a 34 | 8     |
| 0     | 25 a 29 | 4     |
| 12    | 20 a 24 | 8     |
| 12    | 15 a 19 | 20    |
| 12    | 10 a 14 | 4     |
| 0     | 5 a 9   | 8     |
| 4     | 0 a 4   | 8     |

## Economia
El 2007 la població en edat de treballar era de 122 persones, 80 eren actives i 42 eren inactives. De les 80 persones actives 71 estaven ocupades (42 homes i 29 dones) i 9 estaven aturades (7 homes i 2 dones). De les 42 persones inactives 17 estaven jubilades, 6 estaven estudiant i 19 estaven classificades com a «altres inactius».

### Ingressos
El 2009 a La Loge hi havia 76 unitats fiscals que integraven 196 persones, la mediana anual d'ingressos fiscals per persona era de 14.971 €.

### Activitats econòmiques
Dels 6 establiments que hi havia el 2007, 1 era d'una empresa de fabricació d'altres productes industrials, 1 d'una empresa de construcció, 2 d'empreses d'hostatgeria i restauració, 1 d'una empresa immobiliària i 1 d'una empresa classificada com a «altres activitats de serveis».
Dels 3 establiments de servei als particulars que hi havia el 2009, 1 era un paleta, 1 perruqueria i 1 restaurant.
L'any 2000 a La Loge hi havia 3 explotacions agrícoles.

## Poblacions més properes
El següent diagrama mostra les poblacions més properes.